# Stigant Point
Der Stigant Point ist eine markante und 65 m hohe Landspitze auf King George Island im Archipel der Südlichen Shetlandinseln. Sie liegt 10 km südwestlich des Davey Point an der Johannes-Paul-II.-Küste und markiert die nordöstliche Begrenzung der Einfahrt zur Grzybowski Bay.
Kartiert wurde die Landspitze 1935 von Wissenschaftlern der britischen Discovery Investigations. Namensgeber ist George Bertie Stigant (1889–1973), Kartograf des United Kingdom Hydrographic Office zwischen 1935 und 1951.